# Liste de peintures de John Singer Sargent
Cette page fournit une liste chronologique de peintures de John Singer Sargent (1856-1925).

## Début de carrière
| Image | Thème          | Titre                                                    | Date      | Technique         | Dimensions            | Lieu de Conservation                                | Référence              |
| ----- | -------------- | -------------------------------------------------------- | --------- | ----------------- | --------------------- | --------------------------------------------------- | ---------------------- |
|       | Paysage        | Scène de montagne (aquarelle)                            | 1870-1872 |                   |                       | Collection particulière                             | Sargent/Sorolla p. 229 |
|       | Portrait       | Gitane                                                   | 1870-1872 | huile sur toile   | 74 × 76 cm            | Metropolitan Museum, New York                       | Musée                  |
|       | Scène de genre | Répétition de l’Orchestre Pasdeloup au cirque d’hiver    | 1876-1878 | huile sur toile   | 93 × 73 cm            | Art Institute of Chicago                            | Musée                  |
|       | Portrait       | Les Enfants Pailleron                                    | 1881      | huile sur toile   | 150 × 174 cm          | Des Moines Art Center                               | Musées                 |
|       | Paysage        | Capriote                                                 | 1878      | huile sur toile   | 77 × 63 cm            | Musée des Beaux-Arts (Boston)                       | Musée                  |
|       | Portrait       | Capri, Rosina Ferrara dansant une tarentelle sur un toit | 1878      |                   |                       | Crystal Bridges Museum of American Art, Bentonville | Musée                  |
|       | Portrait       | Rosina Ferrara                                           | 1878      | huile sur carton  | 33 × 25 cm            | Musée d'Art de Denver                               | Musée                  |
|       | Portrait       | Carolus-Duran                                            | 1879      | huile sur toile   | 117 × 96 cm           | Williamstown, Clark Art Institute                   | Musée                  |
|       | Portrait       | Édouard Pailleron                                        | 1879      | huile sur toile   | 138 × 96 cm           | Dépôt du Musée d'Orsay au Château de Versailles     | Musée d'Orsay          |
|       | Portrait       | Édouard Pailleron Junior                                 | 1879      | huile sur panneau | 34 × 26 cm            | Collection privée                                   | Art Net                |
|       | Portrait       | Bouffon Juan de Calabazas (d’après Vélasquez)            | 1879      | huile sur toile   | 105 × 80 cm34 × 26 cm | Collection particulière                             | Sargent/Sorolla p. 64  |
|       | Architecture   | Patio de Los Leones, Alhambra                            | 1879      | huile sur toile   | 48 × 80 cm            | Collection particulière                             | Sargent/Sorolla p. 70  |
|       | Architecture   | Patio de Los Arrayanes de l’Alhambra                     | 1879      | huile sur toile   | 52 × 43 cm            | Collection particulière                             | Sargent/Sorolla p. 71  |
|       | Portrait       | Marie Buloz Pailleron (Madame Édouard Pailleron)         | 1879      | huile sur toile   | 211 × 104 cm          | National Gallery of Art, Washington                 | Musée                  |
|       | Portrait       | Danseuse gitane espagnole                                | 1879-1880 |                   |                       | Collection particulière                             | Sargent/Sorolla p. 56  |
|       | Scène de genre | La Danse espagnole (étude)                               | 1880 vers | huile sur toile   | 49 × 40 cm            | Collection particulière                             | Sargent/Sorolla p. 69  |

## La Renommée des portraits 1880-1907
| Image | Thème          | Titre                                                   | Date      | Technique         | Dimensions   | Lieu de Conservation                   | Référence              |
| ----- | -------------- | ------------------------------------------------------- | --------- | ----------------- | ------------ | -------------------------------------- | ---------------------- |
|       | Portrait       | Fumée d'ambre gris                                      | 1880      | huile sur toile   | 139 × 91 cm  | Clark Art Institute, Williamstown      | Musée                  |
|       | Intérieur      | Intérieur vénitien                                      | 1880-1882 | huile sur toile   | 68 × 87 cm   | Pittsburg, Carnegie Museum of Art      | Musée                  |
|       | Paysage        | Café sur la Riva dei Schiavoni, Venise                  | 1880-1882 | aquarelle         |              | Collection Particulière                | Sargent/Sorolla p. 230 |
|       | Paysage        | En route pour la pêche                                  | 1878      | huile sur toile   | 79 × 123 cm  | National Gallery of Art, Washington    | Musée                  |
|       | Portrait       | Madame Ramón Subercaseaux                               | 1880-1881 | huile sur toile   | 165 × 110 cm | Collection privée                      | The Athenaeum          |
|       | Portrait       | Le Dr Pozzi chez lui                                    | 1881      | huile sur toile   | 202 × 102 cm | Musée Hammer, Los Angeles              | Musée                  |
|       | Portrait       | El Jaleo (esquisse)                                     | 1880-1882 |                   |              | Collection privée, Vente 2008          | Gazette Drouot         |
|       | Scène de genre | El Jaleo                                                | 1882      | huile sur toile   | 232 × 348 cm | Boston Musée Isabella Stewart Gardner  | Musée                  |
|       | Portrait       | Les Filles d'Edward Darley Boit                         | 1882      | huile sur toile   | 222 × 223 cm | Musée des Beaux-Arts (Boston)          | Musée                  |
|       | Portrait       | Dame à la rose (Charlotte Louise Burckhardt)            | 1882      | huile sur toile   | 213 × 114 cm | Metropolitan Museum of Art, New York   | Musée                  |
|       | Scène de genre | Rue à Venise                                            | 1882      | huile sur bois    | 45 × 54 cm   | National Gallery of Art, Whashington   | Musée                  |
|       | Portrait       | Vénitienne vendeuse d’oignons                           | 1882      | huile sur toile   | 95 × 70 cm   | Madrid, Musée Thyssen-Bornemisza       | Musée                  |
|       | Portrait       | Madame Gautreau porte un toast                          | 1882-1883 | huile sur toile   | 32 × 41 cm   | Musée Isabella-Stewart-Gardner, Boston | Musée                  |
|       | Portrait       | Margaret Stuyvesant Rutherfurd White (Mrs. Henry White) | 1883      | huile sur toile   | 225 × 144 cm | Washington, National Gallery of Art    | Musée                  |
|       | Portrait       | Melle Judith Gautier à la Fourberie                     | 1883 vers | huile sur panneau | 31 × 41 cm   | Musée Faure, Aix-les-Bains             | Musée                  |
|       | Portrait       | Madame X (Virginie Gautreau)                            | 1884      | huile sur toile   | 209 × 110 cm | New York, Metropolitan Museum of Art   | Musée                  |
|       | Portrait       | Les Demoiselles Vickers                                 | 1884      | huile sur toile   | 138 × 183 cm | Sheffield Galleries                    | Fine art Catalog       |

## Phase impressionniste
| Image | Thème          | Titre                                          | Date      | Technique       | Dimensions   | Lieu de Conservation                  | Référence                 |
| ----- | -------------- | ---------------------------------------------- | --------- | --------------- | ------------ | ------------------------------------- | ------------------------- |
|       | Portrait       | Table du dîner ou Un verre de porto            | 1884      | huile sur toile | 51 × 67 cm   | Musée des Beaux-Arts de San Francisco | Google Arts               |
|       | Portrait       | Ernest Ange Duez                               | 1884 vers | huile sur toile | 74 × 60 cm   | Metropolitan Museum, New York         | Musée                     |
|       | Portrait       | Madame Allouard-Jouan                          | 1884 vers | huile sur toile | 104 × 57 cm  | Paris, Petit Palais                   | Paris Musées              |
|       | Scène de genre | L'Anniversaire ou Fête familiale Besnard       | 1884      | huile sur toile |              | Minneapolis Institute of Art          | Musée                     |
|       | Portrait       | Portrait de Robert Louis Stevenson et sa femme | 1885      |                 |              | Cristal Bridges Museum, Bentonville   | Musée                     |
|       | Portrait       | Portrait d'Arsène Vigeant                      | 1885      | huile sur toile | 51 × 52 cm   | Musée de la Cour d'Or, Metz           | The Athenaeum             |
|       | Portrait       | Mrs Frederick Barnard                          | 1885      | huile sur toile | 104 × 57 cm  | Londres, Tate Gallery                 | Musée                     |
|       | Paysage        | Claude Monet peignant à l'orée d'un bois       | 1885 vers | huile sur toile | 54 × 65 cm   | Londres, Tate Gallery                 | Musée                     |
|       | Scène de genre | Carnation, Lily, Lily, Rose                    | 1885-1886 | huile sur toile | 174 × 154 cm | Londres, Tate Gallery                 | Musée                     |
|       | Scène de genre | Le Candélabre                                  | 1886      |                 |              | Collection particulière               | Sargent/Sorolla p. 21     |
|       | Portrait       | Violet                                         | 1886      | huile sur toile | 70 × 56 cm   | Collection particulière               | Sargent/Sorolla p. 94-104 |
|       | Portrait       | Robert Louis Stevenson                         | 1887      | huile sur toile | 51 × 61 cm   | Taft Museum of Art, Cincinnati        | Google Arts               |
|       | Portrait       | Promenade matinale                             | 1888      | huile sur toile | 67 × 50 cm   | Collection particulière               | Web Gallery               |
|       | Portrait       | Étude en plein-air (Paul Helleu et sa femme)   | 1889      | huile sur toile | 66 × 81 cm   | New York, Brooklyn Museum             | Musée                     |
|       | Scène de genre | Deux Jeunes Femmes dans un pré                 | 1889 vers | huile sur toile | 54 × 64 cm   | New York, Metropolitan Museum         | Musée                     |

## Retour aux portraits
| Image | Thème          | Titre                                                        | Date      | Technique            | Dimensions   | Lieu de Conservation                   | Référence                           |
| ----- | -------------- | ------------------------------------------------------------ | --------- | -------------------- | ------------ | -------------------------------------- | ----------------------------------- |
|       | Portrait       | Eleanora O'Donnell Iselin (Mrs. Adrian Iselin)               | 1888      | huile sur toile      | 154 × 93 cm  | National Gallery of Art, Washington    | Musée                               |
|       | Portrait       | Isabella Stewart Gardner                                     | 1888      | huile sur toile      | 190 × 80 cm  | Musée Isabella-Stewart-Gardner, Boston | Musée                               |
|       | Portrait       | Ellen Terry en Lady Macbeth                                  | 1889      | huile sur toile      | 221 × 114 cm | Londres, Tate Britain                  | Musée                               |
|       | Portrait       | Portrait du compositeur Gabriel Fauré                        | 1889      | huile sur toile      | 66 × 61 cm   | Musée de la Musique (Paris)            | Musée                               |
|       | Portrait       | La Carmencita                                                | 1890 vers | huile sur toile      | 229 × 140 cm | Musée d'Orsay                          | Musée                               |
|       | Portrait       | Mrs. Thomas Lincoln Manson Jr.                               | 1890      | huile sur toile      | 142 × 112 cm | Honolulu Academy of Arts               | Athenaeum                           |
|       | Portrait       | Portrait d’enfant (Homer St Gaudeus)                         | 1890      | huile sur toile      | 152 × 142 cm | Pittsburg, Carnegie Museum of Art      | Musée                               |
|       | Portrait       | Ellen Dunham                                                 | 1892      |                      |              | Collection particulière                | Sargent/Sorolla p. 100              |
|       | Portrait       | Madame Hugh Hammersley                                       | 1892      | huile sur toile      | 206 × 115 cm | Metropolitan Museum of Art, New York   | Musée                               |
|       | Portrait       | Lady Agnew of Lochnaw                                        | 1892      | huile sur toile      | 127 × 101 cm | Édimbourg, Galerie nationale d'Écosse  | Musée                               |
|       | Portrait       | Coventry Patmore (étude)                                     | 1892      |                      |              | Collection particulière                | Sargent/Sorolla p. 101              |
|       | Portrait       | Coventry Patmore                                             | 1894      | huile sur toile      | 91 × 61 cm   | Londres, National Portrait Gallery     | Musée                               |
|       | Paysage        | Tanger                                                       | 1895      | aquarelle            | 25 × 35 cm   | New York, Brooklyn Museum              | Musée                               |
|       | Portrait       | Frederick Law Olmsted                                        | 1895      | huile sur toile      |              | Domaine Biltmore, Asheville            | Musée                               |
|       | Portrait       | Léon Delafosse                                               | 1895-1898 | huile sur toile      | 101 × 59 cm  | Seattle Art Museum                     | Musée                               |
|       | Portrait       | Mr. and Mrs. Isaac Newton Phelps-Stokes                      | 1897      | huile sur toile      | 214 × 101 cm | Metropolitan Museum of Art, New York   | Musée                               |
|       | Portrait       | Asher Wertheimer                                             | 1898      | huile sur toile      | 147 × 98 cm  | Londres, Tate Britain                  | Art UK                              |
|       | Portrait       | Mrs Charles Hunter                                           | 1897      | huile sur toile      | 148 × 89 cm  | Londres, Tate Britain                  | Musée                               |
|       | Intérieur      | Un intérieur vénitien Famille Curtis dans le palazzo Barbaro | 1899      | huile sur toile      | 66 × 83 cm   | Londres, Royal Academy                 | Musée                               |
|       | Portrait       | Les Sœurs Wyndham, Lady Elcho, Mrs Addeane et Mrs Tennant    | 1899      | huile sur toile      | 66 × 83 cm   | New York, Metropolitan Museum          | Musée                               |
|       | Portrait       | Arthur George Maule Ramsay, Lord Dalhousie                   | 1900      | huile sur toile      | 146 × 99 cm  | Collection Lord de Dalhousie           | Sargent/Sorolla p. 113              |
|       | Portrait       | Sir George Sitwell et sa famille                             | 1900      | huile sur toile      | 157 × 182 cm | Collection particulière                | Sargent/Sorolla p. 158              |
|       | Scène de genre | En Vacances                                                  | 1901      | huile sur toile      | 137 × 244 cm | National Museums Liverpool             | Musée                               |
|       | Portrait       | Edna et Betty, filles de M. et Mme Asher Wertheimer          | 1901      | huile sur toile      | 185 × 131 cm | Londres, Tate Gallery                  | Musée                               |
|       | Portrait       | Lord Ribblesdale                                             | 1902      | huile sur toile      | 258 × 143 cm | Londres, National Gallery              | Musée                               |
|       | Portrait       | Soldats espagnols                                            | 1902-1903 | aquarelle            | 46 × 31 cm   | Londres, Musée de Brooklyn             | Musée                               |
|       | Portrait       | Portrait de Theodore Roosevelt                               | 1903      | huile sur toile      | 148 × 102 cm | Maison-Blanche                         | Google Art                          |
|       | Portrait       | Essie, Ruby et Ferdinand, enfants d’Asher Wertheimer         | 1903      | huile sur toile      | 161 × 194 cm | Londres, Tate Gallery                  | Musée                               |
|       | Portrait       | Mrs Fiske Warren Gretchen Osgood Warren et sa fille Rachel   | 1903      | huile sur toile      | 161 × 194 cm | Musée des Beaux-Arts (Boston)          | Musée                               |
|       | Portrait       | Millicent, Duchesse de Sutherland                            | 1903      | huile sur toile      | 254 × 146 cm | Madrid, Musée Thyssen-Bornemisza       | Musée                               |
|       | Paysage        | Feu dans la montagne                                         | 1903      | aquarelle            | 35 × 51 cm   | New York, Musée de Brooklyn            | Musée                               |
|       | Paysage        | Santa Maria della Salute                                     | 1904      | Aquarelle            | 46 × 53 cm   | Brooklyn Museum of Art                 | Musée                               |
|       | Scène de genre | Dans un fenil                                                | 1904      | aquarelle            | 41 × 30 cm   | Brooklyn Museum of Art                 | Musée                               |
|       | Scène de genre | Lit d’un torrent glaciaire                                   | 1904      | aquarelle            | 35 × 51 cm   | Londres, Royal Watercolour Society     | Sargent/Sorolla p. 242              |
|       | Architecture   | Santa Maria della Salute                                     | 1904-1908 |                      |              | Collection particulière                | Sargent/Sorolla p. 228              |
|       | Portrait       | Hylda, fille de M. et Mme Asher Wertheimer                   | 1905      | huile sur toile      | 84 × 56 cm   | Londres, Tate Gallery                  | Dictionnaire peinture               |
|       | Scène de genre | Peter Harrison dormant                                       | 1905      | aquarelle            | 30 × 46 cm   | Collection particulière                | Arthive                             |
|       | Scène de genre | En racommodant une voile                                     | 1905-1906 | aquarelle            | 26 × 35 cm   | New York, Brooklyn Museum              | Musée                               |
|       | Animalier      | Troupeau de chèvres                                          | 1905-1906 | aquarelle            | 25 × 36 cm   | New York, Brooklyn Museum              | Musée                               |
|       | Animalier      | Étable                                                       | 1905-1906 | aquarelle            | 24 × 34 cm   | Madrid, Musée Sorolla                  | Sargent/Sorolla p. 331              |
|       | Paysage        | Vue de Venise                                                | 1906      | aquarelle et gouache | 34 × 49 cm   | Paris, Petit Palais                    | Paris Muséesconsulté le 31 mai 2024 |
|       | Portrait       | Autoportrait                                                 | 1906      | huile sur toile      | 70 × 53 cm   | Florence, Galerie des Offices          | Polomuseale                         |
|       | Scène de genre | Le Jeu d'échecs                                              | 1907      | huile sur toile      | 70 × 53 cm   | Harvard Club of New York City          | JSS Gallery                         |
|       | Portrait       | Mrs. Louis E. Raphael (Henriette Goldschmidt)                | 1906 vers | huile sur toile      | 150 × 99 cm  | Montgomery Museum of Fine Arts         | Musée                               |

## 1890-1914 Fresques pour laBibliothèque publique de Boston[3]
| Image | Thème    | Titre                                | Date      | Technique                   | Dimensions  | Lieu de Conservation              | Référence |
| ----- | -------- | ------------------------------------ | --------- | --------------------------- | ----------- | --------------------------------- | --------- |
|       | Biblique | Frise des prophètes                  | 1892      | huile sur toile             | 56 × 71 cm  | Musée des Beaux-Arts (Boston)     | Musée     |
|       | Biblique | L’Ère messianique : Israël et la Loi | 1903-1909 | huile sur toile             | 84 × 168 cm | Londres, Royal Academy            | Musée     |
|       | Biblique | Enfer                                | 1909-1914 | huile sur toile demi-cercle | 84 × 168 cm | Northampton, Smith College Museum | Musée     |

## 1907 Fermeture de son atelier
| Image | Thème          | Titre                                         | Date      | Technique       | Dimensions     | Lieu de Conservation                 | Référence              |
| ----- | -------------- | --------------------------------------------- | --------- | --------------- | -------------- | ------------------------------------ | ---------------------- |
|       | Portrait       | La Fontaine, Villa Torlonia (Frascati)        | 1907      | huile sur toile | 134 × 101 cm   | Art Institute of Chicago             | Musée                  |
|       | Sculpture      | Statue de Persée vue de nuit                  | 1907      | huile sur toile | 142 × 94 cm    | Musée Thyssen-Bornemisza             | Sargent/Sorolla p. 240 |
|       | Sculpture      | Statue de Persée vue de nuit                  | 1907      | huile sur toile | 142 × 94 cm    | Santa Barbara Museum of art          | Musée                  |
|       | Paysage        | All’Ave Maria                                 | 1907      | aquarelle       | 25 × 36 cm     | Brooklyn Museum                      | Musée                  |
|       | Scène de genre | Femme turque au bord d’une rivière            | 1907      | aquarelle       | 36 × 51 cm     | Victoria and Albert Museum, Londres  | Musée                  |
|       | Scène de genre | Cachemire                                     | 1907      | aquarelle       | 36 × 51 cm     | Collection particulière              | Sargent/Sorollap. 232  |
|       | Portrait       | Almina, fille d'Asher Wertheimer              | 1908      | huile sur toile | 134 × 101 cm   | Londres, Tate Gallery                | Musée                  |
|       | Paysage        | La Porte verte, Corfou                        | 1908      | aquarelle       | 34 × 49 cm     | Collection particulière              | Sargent/Sorollap. 238  |
|       | Scène de genre | Deux Jeunes Filles vêtues de blanc            | 1909-1911 | huile sur toile | 70 × 55 cm     | Collection particulière              | Sargent/Sorollap. 220  |
|       | Architecture   | Statue de la Fortune à la Dogana              | 1909-1911 | aquarelle       | 48 × 34 cm     | Collection particulière              | Sargent/Sorolla p. 241 |
|       | Paysage        | Au Col du Simplon                             | 1910 vers | aquarelle       | 48 × 34 cm     | Brooklyn Museum, New York            | Musée                  |
|       | Paysage        | Carrare : Une carrière                        | 1911      | aquarelle       | 41 × 53 cm     | Musée des Beaux-Arts (Boston)        | Musée                  |
|       | Paysage        | Carrare : La Carrière de M. Derville          | 1911      | aquarelle       | 41 × 53 cm     | Brooklyn Museum, New York            | Musée                  |
|       | Paysage        | Col du Simplon : Chalets                      | 1911      | aquarelle       | 40 × 52 cm     | Musée des Beaux-Arts (Boston)        | Musée                  |
|       | Scène de genre | Col du Simplon : L’Ombrelle verte             | 1911      | aquarelle       | 40 × 52 cm     | Musée des Beaux-Arts (Boston)        | Musée                  |
|       | Paysage        | Avalanche au Col du Simplon                   | 1911      | aquarelle       | 33 × 52 cm     | Musée des Beaux-Arts (Boston)        | Musée                  |
|       | Paysage        | Venise : La Dogana                            | 1911      | aquarelle       | 50 × 36 cm     | Musée des Beaux-Arts (Boston)        | Musée                  |
|       | Paysage        | Fontaine au Généralife                        | 1911      | aquarelle       | 50 × 36 cm     | Londres, Victoria and Albert Museum  | Musée                  |
|       | Portrait       | Henry James                                   | 1913      | Huile sur toile | 85 × 67 cm     | Londres, National Portrait Gallery   | Musée                  |
|       | Portrait       | La Comtesse de Rocksavage                     | 1913      | Huile sur toile | 86 × 67 cm     | Collection particulière              | Sargent/Sorolla p. 110 |
|       | Paysage        | Saint-Virgile, Lac de Garde                   | 1913      |                 |                | Fredericton, Breverbrook Art Gallery | Sargent/Sorolla p. 211 |
|       | Paysage        | Le Maître et ses élèves                       | 1914      | Huile sur toile | 56 × 71 cm     | Musée des Beaux-Arts (Boston)        | Musée                  |
|       | Portrait       | Portrait de John D. Rockefeller               | 1917      | Huile sur toile | 114 × 147 cm   | Collection particulière              |                        |
|       | Animalier      | Muddy Alligators                              | 1917      |                 | 34,3 × 52,1 cm | Worcester Art Museum                 | Musée                  |
|       | Paysage        | Sentier à l’ombre, Biscaye                    | 1917      | aquarelle       | 34,3 × 52,1 cm | Worcester Art Museum                 | Musée                  |
|       | Paysage        | Petits Palmiers                               | 1917      | aquarelle       | 39 × 52 cm     | American Art Gallery, Emeryville     | Musée                  |
|       | Paysage        | Petits Palmiers                               | 1917      | aquarelle       | 71 × 57 cm     | Collection particulière              | Sargent/Sorolla p. 249 |
|       | Portrait       | Homme et arbre, Floride                       | 1917      | aquarelle       | 53 × 40 cm     | New York, Metropolitan Museum        | Musée                  |
|       | Portrait       | Homme et petite mare en Floride               | 1917      | aquarelle       | 35 × 53 cm     | New York, Metropolitan Museum        | Musée                  |
|       | Scène de genre | Soldats se baignant                           | 1917      | aquarelle       | 34 × 53 cm     | New York, Metropolitan Museum        | Musée                  |
|       | Scène de genre | Soldats se baignant                           | 1917      | aquarelle       | 39 × 53 cm     | New York, Metropolitan Museum        | Musée                  |
|       | Portrait       | Grace Elvina, Marchioness Curzon de Kedleston | 1925      | Huile sur toile | 129 × 92 cm    | Manchester, Currier Museum of Art    | Musée                  |